# Next music station
Next music station és una sèrie de televisió documental realitzada per Fermin Muguruza el 2011.
La coproducció va anar a càrrec del canal de televisió Al Jazeera i recorre nou països (Síria, Kuwait, Bahrain, Iemen, Líban, Sudan, Egipte, Tunísia i el Marroc) recollint la cultura musical del Món Àrab i fent entrevistes a més de 50 músics locals. És una sèrie d'onze documentals en total, tot i que els dos dedicats a Algèria no es van poder realitzar perquè Al Jazeera hi estava prohibit.